# Коларово (Старозагорська область)
Кола́рово (болг. Коларово) — село в Старозагорській області Болгарії. Входить до складу общини Раднево.

## Населення
За даними перепису населення 2011 року у селі проживали 522 особи.
Національний склад населення села:
| Національність   | Кількість осіб | Відсоток |
| ---------------- | -------------- | -------- |
| болгари          | 486            | 94,6%    |
| цигани           | 25             | 4,9%     |
| Всього відповіли | 514            |          |

Розподіл населення за віком у 2011 році:
Динаміка населення: